# Scrierea maghiară veche
Scrierea maghiară veche (în maghiară: székely magyar rovásírás; „scriere pe răboj”), numită și alfabetul secuiesc sau runele secuiești  reprezintă un alfabet utilizat și astăzi de secuii din Transilvania. Alfabetul a fost răspândit în Transilvania și în Ungaria, mai ales până în secolul al X-lea, când regele Ștefan cel Sfânt, sub influența Bisericii Romei, a impus alfabetul latin. A mai fost folosit, ocazional, până prin 1850, dar a revenit în actualitate în februarie 2008, când alfabetul a fost folosit la inscripția oficială a lucrărilor Consiliului Național Secuiesc. Textele redactate cu alfabetul secuiesc apar scrise, alternativ, cel mai adesea de la dreapta la stânga, mai rar de la stânga la dreapta. Inițial alfabetul a fost utilizat la crestarea răbojului: întâi se scria un rând (o latură) a răbojului, de exemplu de la dreapta la stânga, apoi, după terminarea rândului, răbojul se rotea la 90 de grade, capătul rândului devenind începutul rândului următor, răsucindu-l totodată cu următoarea latură nescrisă în sus (răbojurile aveau secțiune pătrată), scrierea continuându-se tot de la dreapta la stânga ș.a.m.d., până la completarea celor patru laturi. Același mod de scriere alternativă stânga-dreapta urmat de drepta-stânga a mai fost constatat la scrierea Rongorongo de pe Insula Paștelui.

## Origine
Scrierea maghiară veche provine din pseudorunele turcice de pe valea Orhonului (Mongolia), folosite de popoare de limba turcică (de ex. în secvolele VII-VIII în hanatul turcilor albaștri (kök sau gök türk), cu variante ulterioare, ca de exemplu în hanatul uigur; inscripțiile kîrgîze din secolul al IX-lea și cele din valea Talas din Turkistan (teritoriul dintre Caspica și Mongolia. Alfabetul orhon este considerat a fi fost inspirat din alfabetele canaanite (fenician, arameic, siriac (sirian), sogdian).
Compararea cu asemenea alfabete arată următoarele similitudini la forma semnelor cu:
- alfabetul fenician - 50%
- alfabetul etrusc - 43,4%
- alfabetul turcic - 28,6%

Referitor la corespondența valorilor fonetice atribuite semnelor, procentajul este mult mai mic. Comparația cu alfabetele canaanite (respectiv cu cele derivate din alfabetul fenician) este suficientă pentru a se remarca gradul de înrudire.

## Caractere
Scrierea veche maghiară este compusă din 42 de caractere.

## Etimologie
Din cuvântul maghiar ró(v) (din fondul lexical uralic și slav, rovŭ „crestătură”), „a scrijeli, cresta” + sufixul substantival -ás („scrijelire, crestătură”).
Din rovás se trage cuvântul românesc răvaș, fiind înrudit etimologic cu răboj/răbuș, având corespondenți aproape omofoni în sârbo-croată (raboš, rabuš), bulgară (raboš), slovacă (rabuša, rováš), cehă ('rováš), poloneză (rabusze)).

## Primele menționări
Cronicarul ungur Símon de Kéza arăta în cronica Gesta Hunnorum et Hungarorum, scrisă în jurul anului 1283: 
„De aceea (secuii) amestecându-se cu blackii se zice că se foloseau de literele lor”
„cum Blackis in montibus confinii sortem habuerunt”
De asemenea, „Cronica lui Marcus” menționează că secuii ar fi un rest de populație hună, care s-a retras în munți, stabilindu-se alături de valahi. Aceste informații se reîntâlnesc și în „Chronicon pictum vindobonense” (Cronica pictată de la Viena).
„Au rămas însă din huni trei mii de bărbați care, scăpați din bătălia Crumheldină printr-o pătrundere plină de groază, s-au îngrijit a se aduna în câmpia Chiglamezey. Care bărbați, deoarece se temeau de națiunile occidentale, ca nu cumva să-i atace pe neașteptate, au intrat în Erdeelw și s-au numit pe sine nu unguri, ci Zecul... totuși, după cum au vrut ungurii, nu și-au hotărât soarta în câmpia Pannoniei, ci cu valahii în munții din vecinătate”—Cronica lui Marcus
Același eveniment la Kézai Símon:
„remanserant quoque de Hunis virorum tria milia... in campo Csiglae usque Arpad permanserunt, qui se ibi non Hunos sed Zaculos vocaverunt... Postquam autem filii Ethele in pr[o]elio Crunhelt cum gente Scitica fere quasi deperissent, Pannonia extitit Xannis sine rege, Sclavis tantummodo, Grecis, Teutonicis, Messianis et Vlahis advenis remanentibus in eadem, qui vivente Ethela populari servicio sibi serviebant”—Simon de Keza, Gesta Hungarorum

Au mai rămas, de asemenea, dintre huni, trei mii de bărbați… pe câmpia Csigla până în vremea lui Árpád, care nu s-au numit acolo huni, ci secui… Iar după ce fiii lui Etele aproape că au pierit în bătălia de la Crunhelt împreună cu neamul scitic, Pannonia a rămas fără rege, rămânând în ea doar slavi, greci, germani, mesiani și vlahi veniți, care în timpul vieții lui Etele îi slujeau în serviciul popular.